# آنوبیاس بارتری آنگوستیفولیا

آنوبیاس بارتری آنگوستیفولیا با نام علمی (Anubias barteri var. angustifolia) اولین بار توسط آدولف انگلر در سال 1915 با نام آنوبیاس  آنگوستیفولیا توصیف شد. این گونه در سال 1979 از وضعیت گونه به واریته ای از  آنوبیاس بارتری تنزل پیدا کرد. 

## پراکنش
غرب آفریقا: گینه، لیبریا، ساحل عاج و کامرون. 

## توضیحات
طول تیغه برگهای سبز تیره ساقه بلند این گیاه 8 الی 15 سانتیمتر و عرض تیغه 3.5 سانتیمتر میرسد (طول تیغه 5 تا 9 برابر بیشتر از عرض تیغه). طول دمبرگ ها 4 تا 33 سانتیمتر که 0.5 تا 1 برابر طول تیغه است.

## کاشت
مانند بسیاری از گونه های آنوبیاس، این گیاه چنانچه بصورت نیمه و یا کامل غوطه‌ور شود و ریزوم باید بالای بستر، چسبیده به سنگ یا چوب باشد، به خوبی رشد می کند. در طیف وسیعی از نور به خوبی رشد می کند و محدوده دمایی 22 تا 28 درجه سانتیگراد را ترجیح می دهد. می توان آن را با تقسیم ریزوم یا جدا کردن شاخه های جانبی تکثیر کرد.

## مراجع
1. 1 2  Crusio, W. (1979). "A revision of Anubias Schott (Araceae). (Primitiae Africanae XII)". Mededelingen Landbouwhogeschool Wageningen. 79 (14): 1–48.